# Hr. Ms. Isaac Sweers (1941)
La Hr. Ms. Isaac Sweers fu un cacciatorpediniere della Koninklijke Marine olandese, terza unità della classe Gerard Callenburgh; entrata in servizio nel maggio del 1941, la nave partecipò alla seconda guerra mondiale operando in un gran numero di teatri, finendo infine affondata il 13 novembre 1942 davanti alle coste dell'Algeria per opera del sommergibile tedesco U-431.

## Storia
Impostata nei cantieri Koninklijke Maatschappij de Schelde di Flessinga il 26 novembre 1938, la nave fu varata il 16 marzo 1940 con il nome di Isaac Sweers in onore dell'omonimo ammiraglio olandese vissuto nel XVII secolo; la nave si trovava ancora in allestimento quando il 10 maggio 1940 i tedeschi invasero i Paesi Bassi: a differenza delle altre unità della sua classe, autoaffondate dagli stessi olandesi perché non cadessero in mani nemiche, la Isaac Sweers fu tratta in salvo e trainata al sicuro in Gran Bretagna dal rimorchiatore Zwarte Zee. L'unità fu quindi inviata nei cantieri John I. Thornycroft & Company di Southampton perché venisse completata: furono apportate modifiche al progetto originario, con l'armamento antiaereo rinforzato tramite l'aggiunta di pezzi d'artiglieria di fabbricazione britannica, e con l'aggiunta di apparecchiature ASDIC e di radar per il controllo del fuoco.
Il 29 maggio 1941 la nave fu finalmente messa in servizio, e dopo un periodo di addestramento presso Scapa Flow fu assegnata il 5 luglio seguente alla 19th Destroyer Flotilla britannica di base a Greenock, incaricata di scortare i convogli navali Alleati in Atlantico; il 14 settembre 1941 la Isaac Sweers entrò in collisione con il cacciatorpediniere britannico HMS Brocklesby riportando danni leggeri alla sua elica di dritta. Il 17 settembre seguente la Isaac Sweers prese parte all'operazione Halberd, l'invio di un convoglio di rifornimenti massicciamente scortato verso l'isola assediata di Malta: durante il viaggio fu distaccata con i cacciatorpediniere polacchi ORP Garland e ORP Piorun per fare da scorta alla corazzata HMS Rodney diretta a Gibilterra, ricongiungendosi poi al resto del convoglio nel Mediterraneo il 25 settembre seguente; durante la rotta per Malta il convoglio subì diversi attacchi aerei e la stessa Isaac Sweers fu mancata di poco da un siluro, mentre due membri dell'equipaggio furono feriti da schegge di bomba. Il 29 settembre, mentre con il resto della scorta rientrava a Gibilterra, la Sweers ed il cacciatorpediniere HMS Gurkha attaccarono il sommergibile italiano Diaspro, senza però riuscire ad affondarlo.
Riassegnato alla Force H di base a Gibilterra, il cacciatorpediniere compì missioni di scorta ai convogli sulla rotta da e per Freetown; il 10 novembre prese parte all'operazione Perpetual, un nuovo invio di rifornimenti a Malta conclusosi però con l'affondamento della portaerei britannica HMS Ark Royal. L'11 dicembre 1941 la nave fu riassegnata alla 4th Destroyer Flotilla e salpò alla volta di Malta; nella notte tra il 12 ed il 13 dicembre la flottiglia intercettò una piccola squadra navale italiana al largo delle coste tunisine: mentre i cacciatorpediniere britannici siluravano e colavano a picco i due incrociatori Alberto di Giussano ed Alberico da Barbiano, la Sweers ingaggiò uno scontro a fuoco e lanciò quattro siluri contro la torpediniera Cigno, senza però riuscire a colpirla. Il 17 dicembre la nave fu coinvolta negli eventi della prima battaglia della Sirte, subendo numerosi attacchi aerei ma senza riportare danni; il 19 dicembre la Sweers lasciò Malta per trasferirsi ad Alessandria d'Egitto.
Anche dalla nuova base di Alessandria la Sweers continuò con le missioni di rifornimento dirette a Malta: il 17 gennaio 1942, durante una di queste missioni, l'unità soccorse e recuperò l'equipaggio del cacciatorpediniere HMS Gurkha, silurato ed affondato da un sommergibile tedesco al largo di Sidi Barrani; il 23 gennaio la Sweers, a seguito dell'entrata in guerra del Giappone, ricevette l'ordine di raggiungere le Indie orientali olandesi via canale di Suez, fermandosi a Colombo per lavori di riparazione e manutenzione. La nave tornò in servizio il 28 febbraio 1942, ma a seguito della pessima situazione in cui versavano le forze Alleate nelle Indie olandesi si decise di trattenerla nell'oceano Indiano, assegnandola all'Eastern Fleet di base nell'atollo di Addu; nell'aprile seguente partecipò agli infruttuosi tentativi britannici di contrastare l'incursione giapponese nell'Oceano Indiano, prima di rientrare in Gran Bretagna il 1º giugno dopo un lungo viaggio via Mombasa, Durban, Freetown e Gibilterra. La nave fu quindi messa in cantiere a Southampton per lavori di manutenzione ed ammodernamento; rientrò in servizio ad ottobre del 1942, quando scortò la portaerei HMS Furious a Gibilterra.
Il 29 ottobre la Sweers si diresse con altre unità a Ponta Delgada, nelle Azzorre, per incontrare e scortare uno dei convogli di truppe destinate all'operazione Torch in nordafrica, ma mancò l'appuntamento a causa di errori nella decodifica delle comunicazioni e rimase a Gibilterra il giorno dello sbarco; l'11 novembre lasciò la base per soccorrere i superstiti del trasporto truppe olandese Nieuw Zeeland, colato a picco da un sommergibile tedesco al largo delle coste africane, riportandoli in salvo a Gibilterra in collaborazione con i cacciatorpediniere britannici HMS Porcupine e HMS Albrighton. Nel pomeriggio del 12 novembre la Sweers si rifornì in mare al largo delle coste algerine dalle petroliere della Force R, a cui ricevette ordine di fornire protezione; alle 6:15 del 13 novembre il cacciatorpediniere fu colpito sul lato di dritta da due siluri lanciati dal sommergibile tedesco U-431: uno dei siluri perforò uno dei serbatoi del carburante innescando un incendio, mentre l'altro colpì il quadrato ufficiali uccidendo 13 uomini che lì dormivano. L'incendio provocò la detonazione dei depositi delle munizioni, e la nave affondò rapidamente: solo 86 membri dell'equipaggio furono tratti in salvo dall'incrociatore ausiliario britannico HMS Loch Oskaig.